# Кубок Меркосур
Кубок Меркосур (ісп. Copa Mercosur, порт. Copa Mercosul) — міжнародний турнір з футболу серед клубів країн південної частини Південної Америки. Розігрувався щорічно в 1998-2001 роках (всього чотири розіграшу). Для країн північної частини Південної Америки проводився аналог — Кубок Мерконорте.
На українську мову назву турніру можна перекласти як Кубок Південного ринку.

## Формат
У турнірі брали участь команди п'яти країн Південної Америки: Аргентини, Бразилії, Парагваю, Уругваю та Чилі. 20 учасників розбивалися на 5 груп. Переможці груп разом з трьома кращими другими командами виходили до чвертьфіналу.
Чітких критеріїв відбору учасників не існувало. Необхідно було лише, щоб команди володіли великою популярністю серед уболівальників. Таким чином, турнір проводився швидше з комерційними цілями, ніж спортивними. У 1998 році було прийнято рішення, що команди, які посіли останні місця в групах, в розіграші 1999 року будуть замінені новими національними чемпіонами зазначених п'яти країн. Проте всі чемпіони наступного року («Індепендьєнте», «Корінтіанс», «Серро Портеньо», «Пеньяроль» і «Універсідад де Чилі») вже були в числі учасників, тому жодних змін не відбулося.

## Фінали
| Сезон | Переможець                     | Рахунок                | Фіналіст                  |
| ----- | ------------------------------ | ---------------------- | ------------------------- |
| 1998  | Палмейрас (Сан-Паулу)          | 1:2, 3:1 доп. матч 1:0 | Крузейро (Белу-Оризонті)  |
| 1999  | Фламенго (Ріо-де-Жанейро)      | 4:3, 3:3               | Палмейрас (Сан-Паулу)     |
| 2000  | Васко да Гама (Ріо-де-Жанейро) | 2:0, 0:1 доп. матч 4:3 | Палмейрас (Сан-Паулу)     |
| 2001  | Сан-Лоренсо (Буенос-Айрес)     | 0:0, 1:1 (п. 4:3)      | Фламенго (Ріо-де-Жанейро) |

## Переможці та фіналісти
| Клуб                           | П | Ф    | Роки             |
| ------------------------------ | - | ---- | ---------------- |
| Палмейрас (Сан-Паулу)          | 1 | 3    | 1998, 1999, 2000 |
| Фламенго (Ріо-де-Жанейро)      | 1 | 2    | 1999, 2001       |
| Васко да Гама (Ріо-де-Жанейро) | 1 | 1    | 2000             |
| Сан-Лоренсо (Буенос-Айрес)     | 1 | 1    | 2001             |
| Крузейру (Белу-Оризонті)       | 1 | 1999 |                  |

### По країнах
| Країна    | Перемог | Фіналів |
| --------- | ------- | ------- |
| Бразилія  | 3       | 7       |
| Аргентина | 1       | 1       |